# Astragalus sprucei
Astragalus sprucei — вид квіткових рослин з родини бобових (Fabaceae). Ареал охоплює такі країни: Еквадор.

## Середовище
Висота 2500–3500 метрів. Його природним середовищем існування є субтропічні або тропічні вологі гірські ліси.